# Plectropomus pessuliferus
Plectropomus pessuliferus – gatunek ryby promieniopłetwej z rodziny strzępielowatych.

## Występowanie
Wody tropikalne regionu indopacyficznego oraz w Morzu Czerwonym. Występuje na rafach koralowych i w ich okolicach na głębokościach 25 - 147 m.

## Charakterystyka
Prowadzi samotny tryb życia, dorasta do 120 cm długości.